# Tacacá
Il tacacá è un piatto tipico della regione amazzonica di origine autoctona. È molto popolare in diverse località nel nord del Brasile.
Preparato con un brodo giallastro, chiamato tucupi, questo brodo viene posto sopra l'amido di manioca, ed è servito anche con il jambu (un'erba amazzonica che provoca intorpidimento in bocca) e com gamberetti secchi. Si serve molto caldo, condito con pepe, in ciotole di terracotta. Il tucupi e il polvilho (che in Amazzonia è chiamato "goma") sono il risultato della lavorazione della polpa grattugiata di manioca che, dopo essere stata pressata per fare la farina, resta un liquido giallo lattiginoso. Dopo averlo lasciato riposare, l'amido si deposita sul fondo del contenitore e il tucupi rimane come un liquido più limpido.

## Ingredienti
Gli ingredienti del tacacá possono variare a seconda del luogo. Alla base, tuttavia, ci sono gli ingredienti seguenti:
- tucupi
- amido di manioca
- gamberetti secchi e salati
- jambu (Acmella oleracea)
- sale
- aglio
- peperoncino (Capsicum chinense)

## Origine
La probabile origine del tacacá è nella cucina indigena. A quanto pare, il piatto è una variazione del mani poi, una zuppa apprezzata dagli indigeni molto prima che gli europei arrivassero nella regione.
Il primo scritto che si conosca sul tacacá, si trova nel XVI secolo a opera del sacerdote cappuccino Abbeville, nella sua descrizione delle pratiche alimentari indigene (Câmara Cascudo, 2004). La parola tacacá deriva certamente dal linguaggio generale veicolare dell'Amazzonia.
In una testimonianza del giugno 1859, il medico e ricercatore tedesco Robert Avé-Lallemant (1812-1884) descrive quella che probabilmente è questa preparazione. Il ricercatore ha visitato il villaggio di Serpa (ora Itacoatiara) e altri luoghi dell'Amazzonia, da cui è scaturito il libro “No Rio Amazonas (1859)”.
Durante la visita al lago di Serpa, alle spalle della colonia agroalimentare, Robert Avé-Lallemant è rimasto incantato dalla foresta, dagli uccelli, dalle scimmie, dalle ninfee, dalla pesca del pirarucu e dalla pesca delle tartarughe. Ha parlato con alcuni acculturati indiani Mura, agricoltori e tagliatori di legna per la Companhia do Amazonas, guidati da un portoghese.
Al lago di Serpa, Avé-Lallemant assaggiò il tacacá (cita il termine cacacá), descrivendola come “la bevanda nazionale dei Mura”: una pappetta quasi liquida con amido di mapioca, condito con tucupi, jambu, gamberetti e pepe, che beveva “con la massima naturalezza" trovandolo "molto gustoso e nutriente”.

### Presentazione e consumo

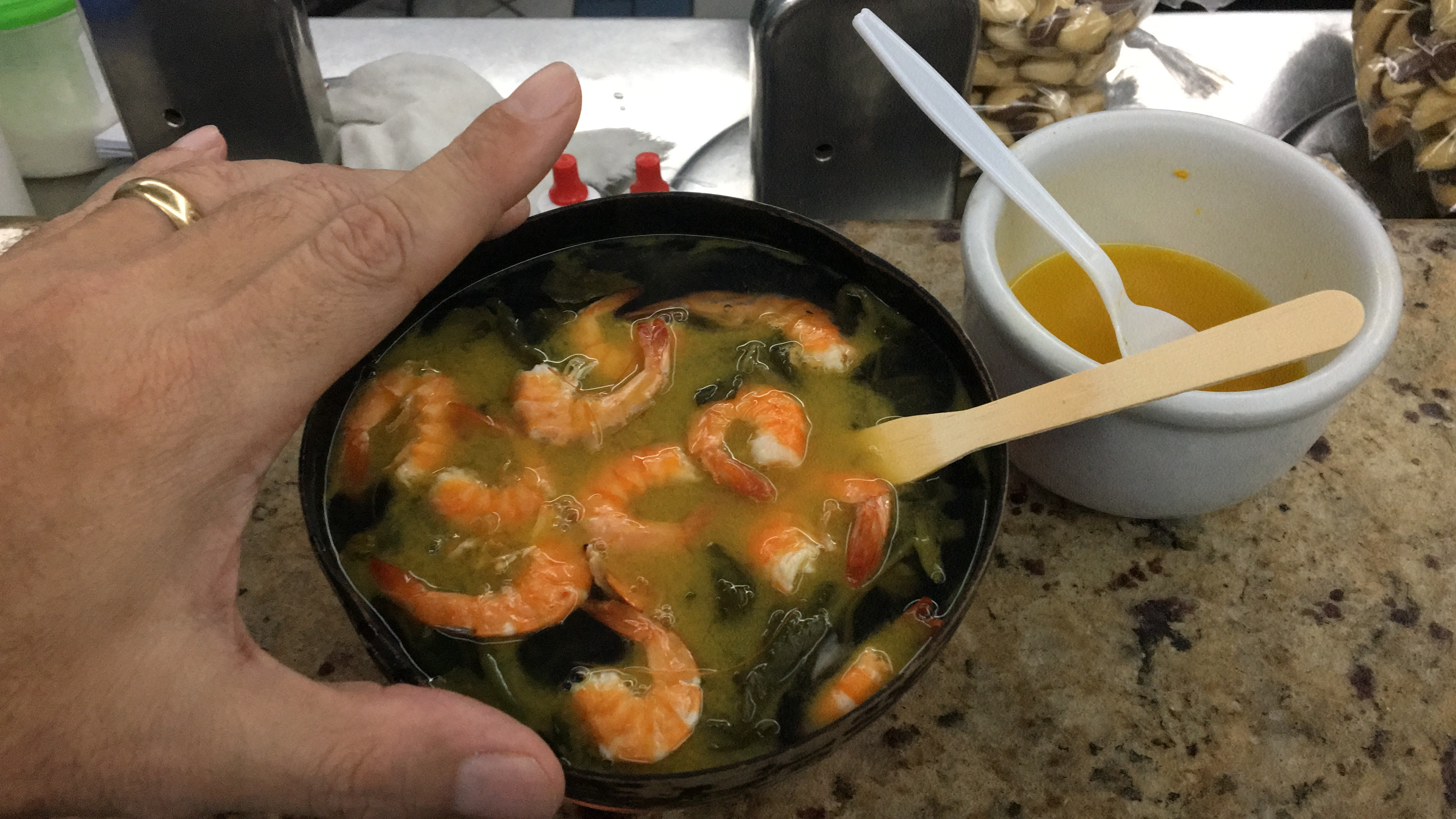
Tacacá servito in una trattoria del nord del Brasile

Si serve in ciotole ricavate da una specie di zucca e chiamate cuia, mettendo prima un po' di tucupi e la salsa di peperoncini con il tucupi. L'amido (polvilho) viene aggiunto e le foglie di jambu sono disposte regolarmente intorno. A questo punto, si aggiungono i gamberi e si aggiungere altro tucupi fino a quando la ciotola non sarà quasi completa.
Poiché questa prelibatezza viene servita molto calda, alla base della ciotola si utilizza un piccolo cestino per proteggere le mani di chi consuma il tacacá.